# ضريح أغا السيد حسين لنغرود
ضريح أغا السيد حسين لنغرود (بالفارسية: آرامگاه آقا سید حسین لنگرود) هو ضريح تاريخي يعود إلى القرن الثامن الهجري، ويقع في لنغرود.